# Thlaspi nevadense
Thlaspi nevadense là một loài thực vật có hoa trong họ Cải. Loài này được Boiss. & Reut. miêu tả khoa học đầu tiên năm 1852.